# 레닛

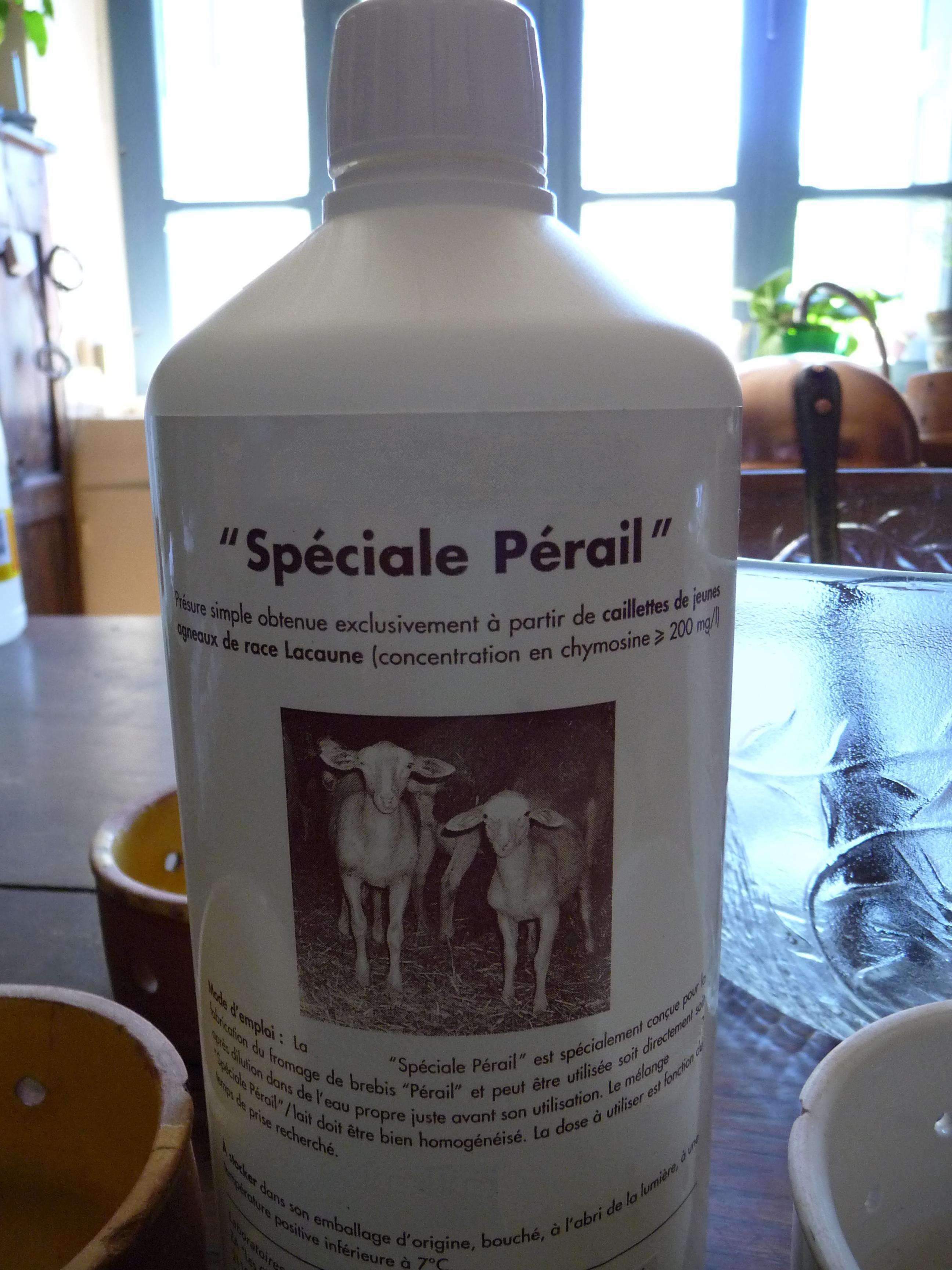

레닛(Rennet)은 반추동물의 배 안에서 생산되는 효소복합체이다. 이것은 치즈를 생산하기 위해 사용된다. 레닛의 가장 중요한 요소인 키모신은 우유 속의 카세인을 분해하는 단백질 가수 분해 효소이다. 이는 새끼들이 어미의 젖을 소화할 수 있게 도와준다. 또한 레닛은 우유 속에서 치즈를 만들기 위한 고체인 응유와 액체인 유청을 분리하기 위해서도 사용된다. 그리고 레닛은 키모신 외에 펩신과 리파아제같은 중요한 효소들도 포함하고 있다. 레닛을 얻기 위해서는 이 효소복합체를 가진 동물을 죽여야만 얻을 수 있다. 레닛의 비동물성 대체품은 채식주의자들이 섭취하기에 적합하다.

## 같이 보기
- 치즈
- 정킷
- 젖
- 펩신